# Parco nazionale Great Sandy
Il parco nazionale Great Sandy è un parco nazionale del Queensland (Australia), istituito nel 1971.

## Territorio
Il parco comprende due aree disgiunte, una sulla costa meridionale del Queensland, tra Noosa Heads e Rainbow Beach (Cooloola section), l'altra sull'isola di Fraser (Fraser Island section), con una superficie complessiva di 2210,72 km².

## Flora
Nel parco sono state censite oltre 1.000 specie di piante, appartenenti a 150 famiglie differenti, che danno vita ad una ampia varietà di comunità vegetali che vanno dalla foresta pluviale alle mangrovie, dalle foreste di Acacia ed Eucaliptus al mallee, tipica formazione vegetale arbustiva, simile alla macchia mediterranea.

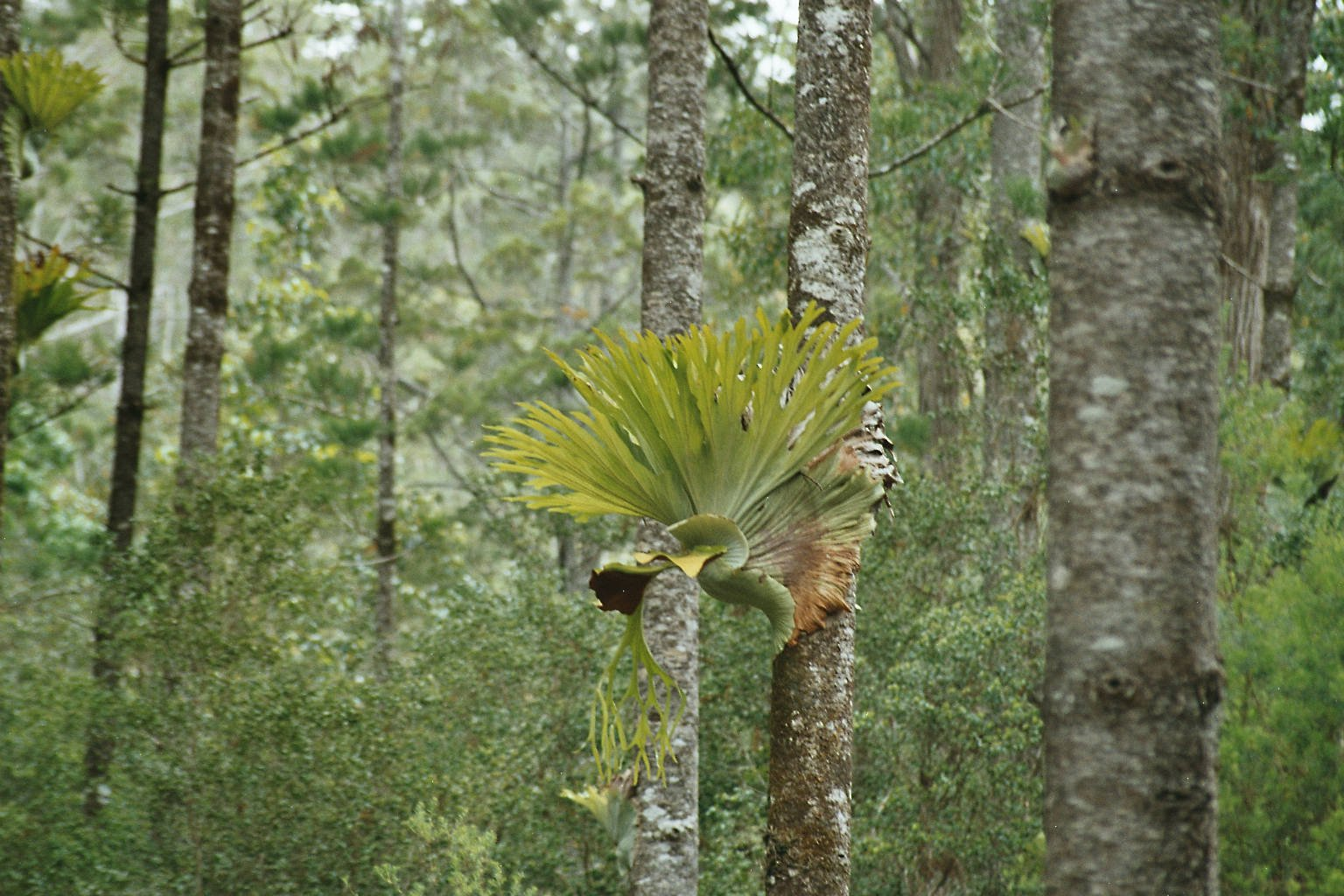
Felce epifita del genere Platycerium

La parte centrale dell'isola di Fraser è occupata da una fitta foresta tropicale, uno dei pochi esempi noti di foresta pluviale che si sviluppa interamente su un substrato sabbioso. Le specie predominanti sono Syncarpia hillii e Lophostemon confertus (Myrtaceae). Sono inoltre presenti vetusti esemplari di felci arboree (Angiopteris evecta), palme (Archontophoenix cunninghamiana)  e conifere (Araucaria cunninghamii, Agathis robusta) nonché numerose specie di felci e orchidee epifite.

Il versante occidentale dell'isola di Fraser ospita una fitto sistema di mangrovie, con prevalenza di mangrovie bianche  (Avicennia marina) e mangrovie rosse (Rhizophora stylosa); altre specie presenti sono Bruguiera spp., Aegiceras spp., Ceriops spp.  e Osbornia octodonta.

Sulle dune costiere predomina la vegetazione arbustiva, con presenza di diverse specie di Banksia (B. aemula, B. integrifolia, B. robur, B. serrata) e altre specie pioniere come Casuarina equisetifolia, Pandanus tectorius e Callitris columellaris.

Le foreste di Eucaliptus coprono circa l'8% della superficie dell'area protetta e sono prevalentemente costituite da E. pilularis e E. microcorys. Altre specie presenti sono 
E. robusta, E. racemosa e E. tereticornis.

## Fauna

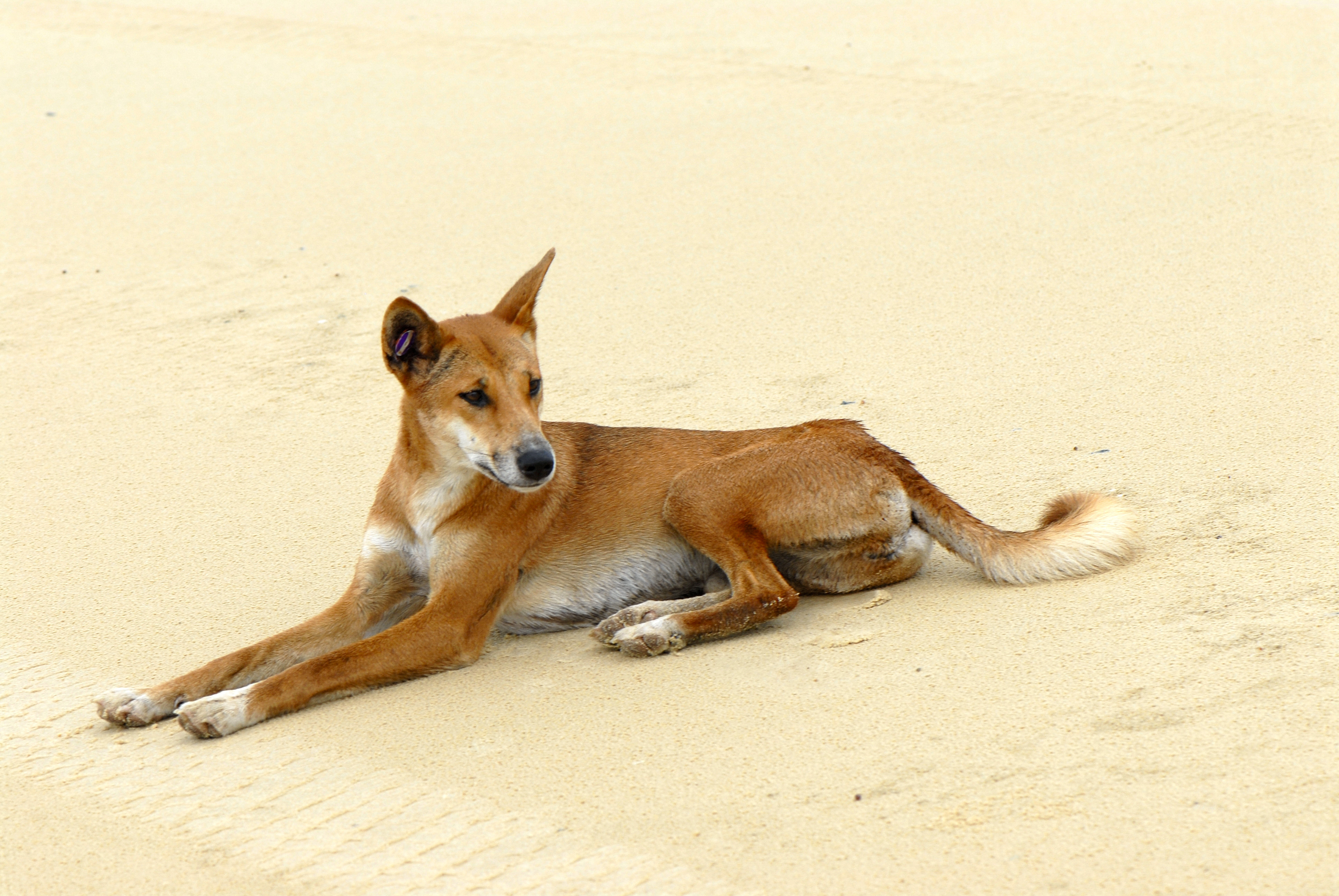
Esemplare di dingo su una spiaggia di Fraser Island

Il parco ospita oltre una cinquantina di specie di piccoli mammiferi tra cui la wallabia delle paludi (Wallabia bicolor), il tricosuro canino (Trichosurus caninus) e il petauro dello zucchero (Petaurus breviceps), nonché numerose specie di piccoli roditori e pipistrelli. Una menzione speciale merita la popolazione di dingo (Canis lupus dingo) dell'isola di Fraser, che rappresenta una delle linee genetiche più pure della sottospecie, grazie all'isolamento geografico che la ha preservata dalla ibridazione con il cane domestico (Canis lupus familiaris). Va inoltre segnalata la presenza, nelle acque che circondano il parco, del dugongo, di diverse specie di delfini e, da luglio a novembre, di branchi di megattere in migrazione (Megaptera novaeangliae).
Per la ricchezza dell'avifauna presente il parco è considerato una Important Bird Area; tra le numerose specie censite nell'area vi sono la quaglia tridattila pettonero (Turnix melanogaster), l'occhione del bush (Burhinus grallarius), l'occhione maggiore australiano (Esacus magnirostris), l'uccello-gatto verde (Ailuroedus crassirostris), l'uccello giardiniere testadorata (Sericulus chrysocephalus), il succiamiele delle mangrovie (Gavicalis fasciogularis) e il pigliamosche giallo pallido (Tregellasia capito).
Sono state censite oltre un centinaio di specie di rettili, tra cui il varano di Gould (Varanus gouldii) e il varano vario (Varanus varius), e anfibi, tra cui la raganella cerulea australiana (Ranoidea caerulea). Nelle acque circostanti il parco è infine possibile incontrare numerose specie di tartarughe marine tra cui Caretta caretta, Chelonia mydas, Eretmochelys imbricata, Lepidochelys olivacea e Dermochelys coriacea.